# 文根
46°36′22″N 7°55′21″E / 46.60611°N 7.92250°E
文根（發音：[ˈvɛŋən] ⓘ；又譯“翁根”）是瑞士中部伯尔尼州因特拉肯县劳特布伦嫩镇的一个山村，属于少女峰地区，海拔1,274米（4,180英尺）。常年居民约1,300人，夏季居民5,000人，冬季居民10,000人。

## 历史
在19世纪初，该村开始有游客来访，包括费利克斯·门德尔松，1817年玛丽·雪莱和珀西·比希·雪莱的游记《一次六周之旅的历史》以及拜伦勋爵的《曼弗雷德》相继出版，描绘了该区的景色。于是该村的旅游业开始发展。19世纪中叶开始建造旅馆。1890年文根铁路通车，游客们不必再步行爬上陡峭的山坡，该区的旅游业随之扩展，滑雪产业也开始了。在20世纪初，英国游客开始在该地区的村庄米伦建立滑雪俱乐部。到1903年，文根建立了圣公会教堂，两年后，英国循道会牧师亨利·伦恩爵士建立了公学阿尔卑斯体育俱乐部，以文根为其成员的滑雪场地。伦恩在附近的格林德尔瓦尔德建立了新教教会，并开始学习滑雪等冬季运动。他们父子认识到冬季运动的发展潜力，成立了公学阿尔卑斯体育俱乐部。其成员必须出身于英国的公学或一所老牌大学。
在1921年举行第一次滑雪赛英国下坡锦标赛，次年牛津和剑桥举行滑雪比赛。这些事件被认为是现代滑雪比赛和阿尔卑斯滑雪的诞生。

## 交通

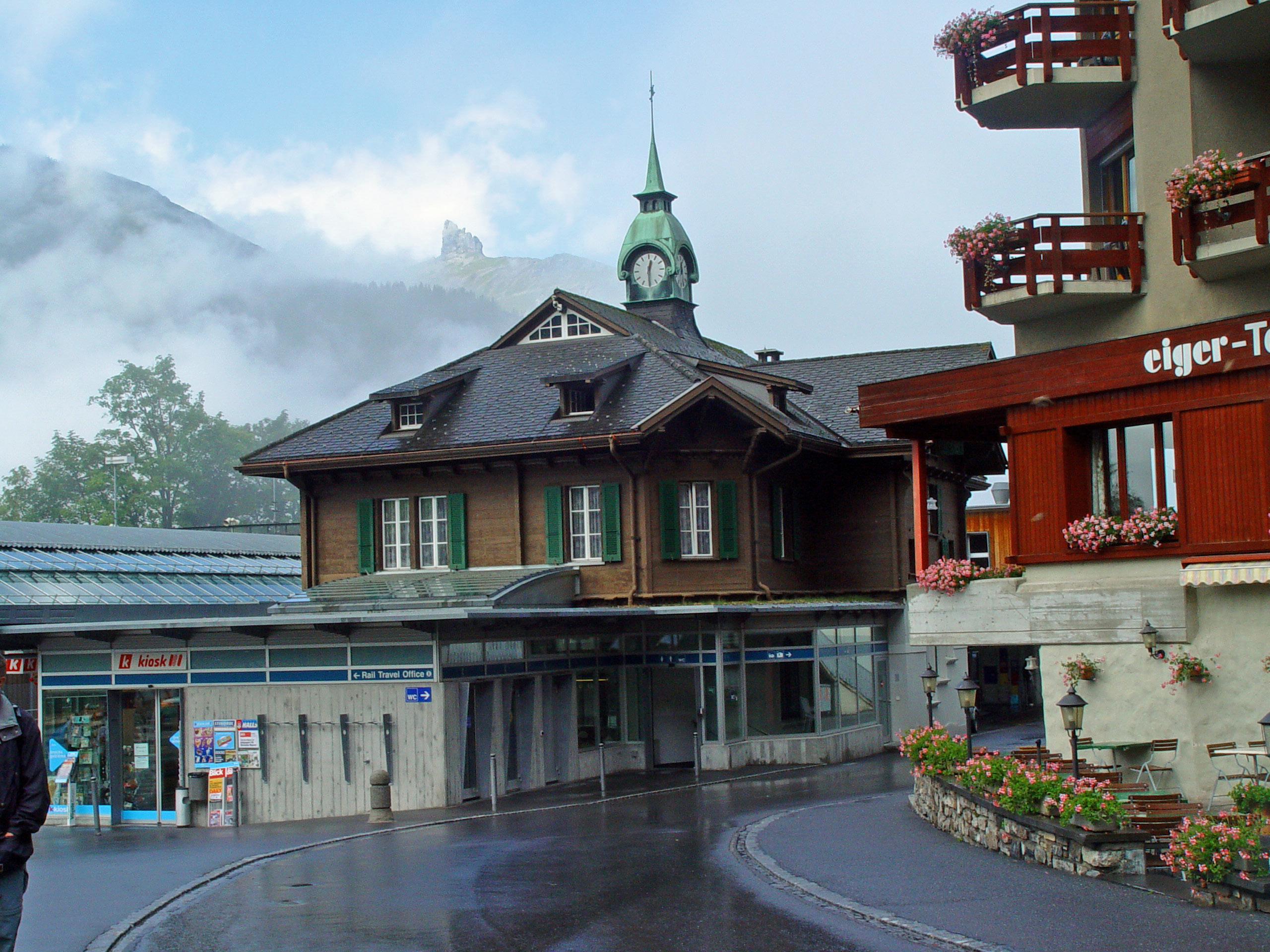
文根火车站

### 鐵路
前往文根可搭乘文根阿爾卑斯铁路（WAB），文根阿爾卑斯鐵路是一條登山齿轨铁路，从劳特布伦嫩出發，或从格林德尔瓦尔德出發經過小沙伊代格可抵達文根，
從文根出發，經由文根阿爾卑斯鐵路，旅客可以在小沙伊代格可以轉搭少女峰铁路通往艾格峰、僧侣峰和少女峰，若要前往格林德尔瓦尔德，乘客則必須在小夏戴客轉車。乘客在劳特布伦嫩或格林德尔瓦尔德可以搭乘伯恩高地鐵路（BOB）前往因特拉肯東站
从劳特布伦嫩到文根火车站的列车每天从清晨一直持续到深夜，每天约有40个班次，是文根铁路开行最频密的部分。上山车程约14分钟，下山车程17分钟。

### 纜車
还可经由从格林德尔瓦尔德经门利兴山的一系列缆车到达。文根-门利兴缆车季节性开行。从缆车上以及从门利兴山上，可以俯瞰包括文根在内的劳特布伦嫩山谷。

## 參見

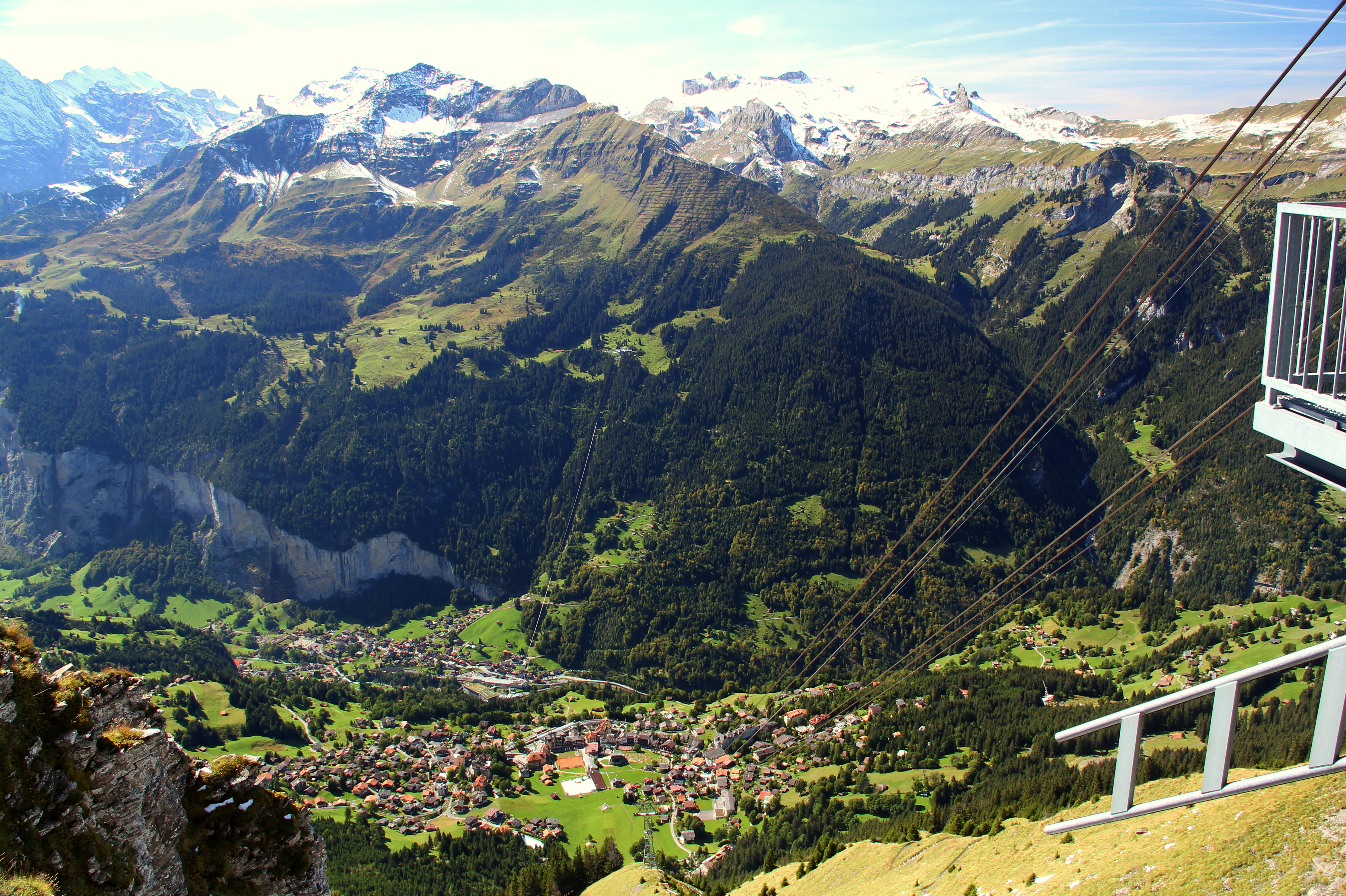
从门利兴山看劳特布伦嫩山谷。文根在中部，而劳特布伦嫩在山谷下方
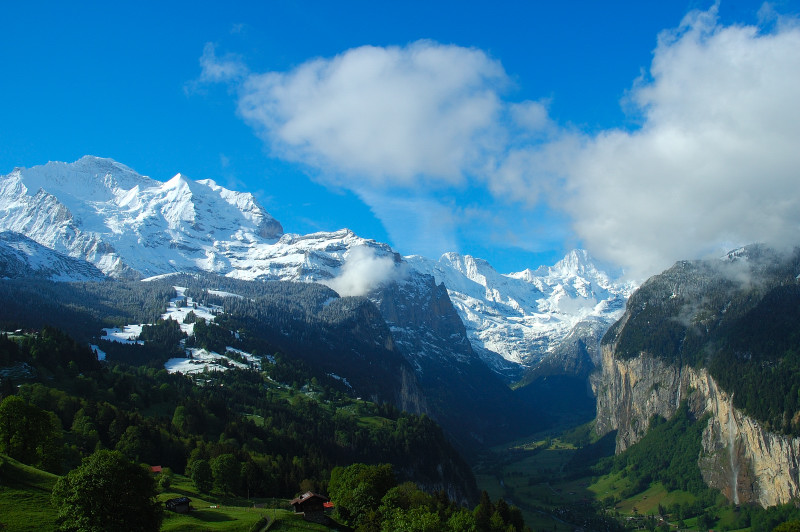
從文根看少女峰
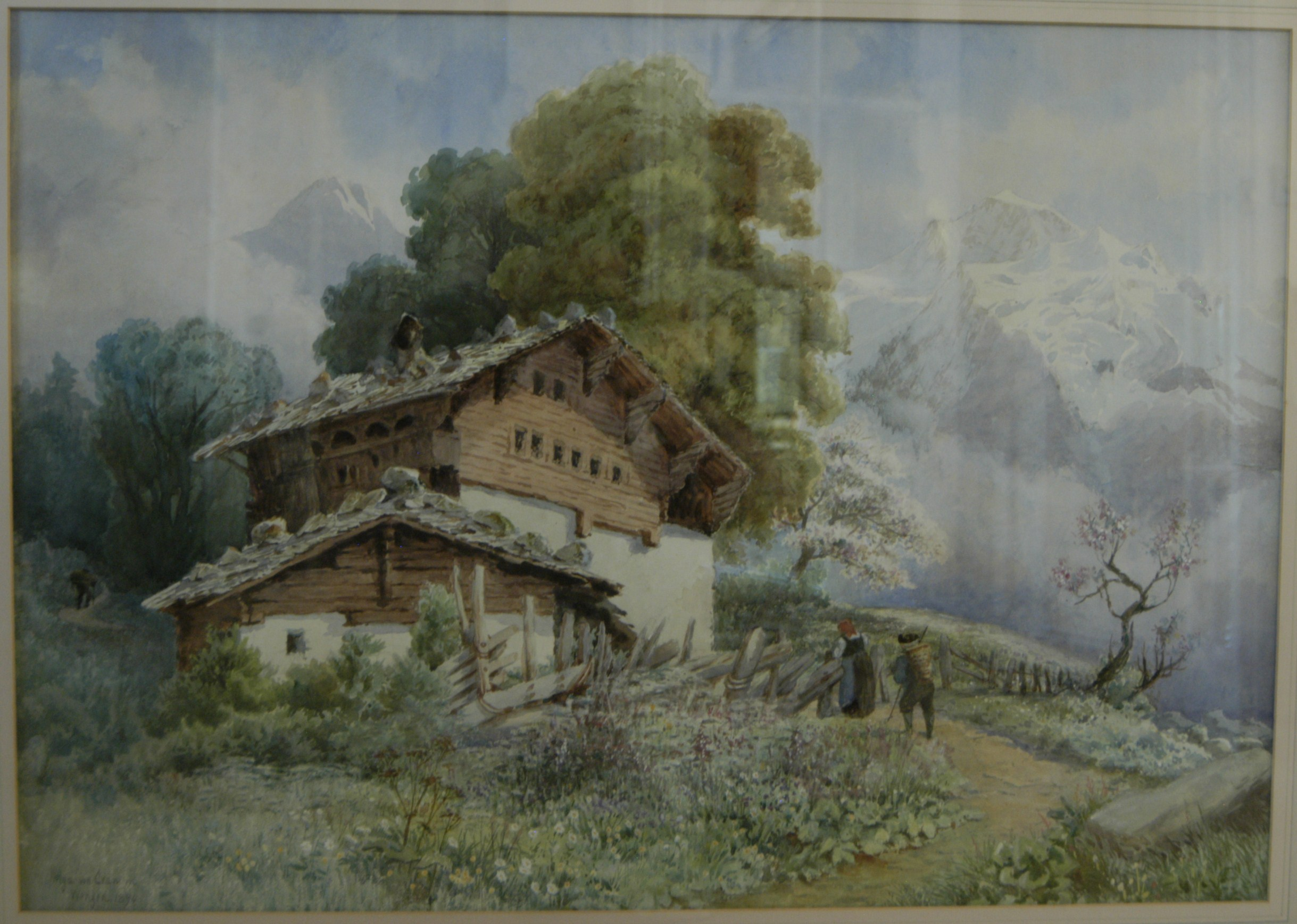
一幅1894年以文根為主題的水彩畫